# ŽOK Ub
 (octobre 2020).
ŽOK Ub est un club serbe de volley-ball fondé en 2005 et basé à Ub, évoluant pour la saison 2020-2021 en Superliga.

## Palmarès
- Coupe de Serbie
  - Vainqueur : 2020[2] et 2023
  - Finaliste : 2021
- Supercoupe de Serbie
  - Vainqueur : 2020[3]
  - Finaliste : 2021 et 2023

## Effectifs

### Saison 2020-2021
| No                                         | Nom                                        | Date de naissance                          | Taille                         | Poids                          | Poste                          |
| ------------------------------------------ | ------------------------------------------ | ------------------------------------------ | ------------------------------ | ------------------------------ | ------------------------------ |
| 1                                          | Katarina Đorđević                          | 13 mars 1999                               | 170                            |                                | Libero                         |
| 2                                          | Sanja Đurđević                             | 25 mars 1998                               | 177                            | 58                             | Libero                         |
| 3                                          | Milana Božić                               | 19 février 2000                            | 185                            | 66                             | Passeuse                       |
| 5                                          | Aleksandra Gligorić                        | 10 mars 1995                               | 186                            | 73                             | Centrale                       |
| 8                                          | Teodora Pavlović                           | 9 mars 2003                                | 178                            |                                | Réceptionneuse-attaquante      |
| 10                                         | Andjela Stojković                          | 29 novembre 1993                           | 186                            | 72                             | Centrale                       |
| 11                                         | Katarina Lukić                             | 12 avril 1998                              | 182                            | 67                             | Passeuse                       |
| 13                                         | Ana Marija Mitrović                        | 17 novembre 1995                           | 183                            |                                | Attaquante                     |
| 14                                         | Ljiljana Ranković                          | 8 avril 1993                               | 182                            | 70                             | Réceptionneuse-attaquante      |
| 15                                         | Jelena Vulin                               | 3 janvier 1996                             | 182                            | 68                             | Attaquante                     |
| 16                                         | Sanja Trivunović                           | 29 mars 1990                               | 185                            | 69                             | Réceptionneuse-attaquante      |
| 17                                         | Ljubica Kecman                             | 10 décembre 1993                           | 180                            | 66                             | Réceptionneuse-attaquante      |
| 19                                         | Aleksandra Đorđević                        | 15 janvier 2003                            | 182                            | 60                             | Centrale                       |
| 20                                         | Sofija Medić                               | 10 janvier 1991                            | 184                            | 65                             | Centrale                       |
|                                            |                                            |                                            |                                |                                |                                |
| Encadrement technique                      | Encadrement technique                      |                                            | Légende                        | Légende                        | Légende                        |
| Entraîneur : Marijana Boričić              | Entraîneur : Marijana Boričić              | Entraîneur : Marijana Boričić              | : Capitaine                    | : Capitaine                    | : Capitaine                    |
| Entraîneur(s) adjoint(s) : Dejan Stojković | Entraîneur(s) adjoint(s) : Dejan Stojković | Entraîneur(s) adjoint(s) : Dejan Stojković | : Joueuse blessée actuellement | : Joueuse blessée actuellement | : Joueuse blessée actuellement |